# 奥州仙臺七福神
奥州仙臺七福神（おうしゅうせんだいしちふくじん）は、宮城県仙台市の7つの寺社からなる七福神の巡礼札所。スタンプラリーが行われている。「仙臺」は「仙台」の旧字体。

## 沿革
各寺社の七福神は江戸時代かそれ以前に遡ることが出来、各々信仰を集めていたようであるが、「奥州仙臺七福神」という名称は1983年（昭和58年）に設定された。
1985年（昭和60年）より、各寺社の七福神が勢揃いする出開帳が、正月に藤崎で開催されている。
1987年（昭和62年）、河北新報創刊90周年記念の「みやぎ新観光名所100選」の1つに選ばれてから観光名所として賑わうようになったという。特に正月には、バスに乗った団体客が隣県からも訪れるとされる。

## 一覧
全て仙台市内にある。北から列挙。
| 神       | 社寺           | 画像 | 宗派         | 所在地                          | 地図                                     |
| -------- | -------------- | ---- | ------------ | ------------------------------- | ---------------------------------------- |
| 大黒天   | 喜伝山秀林寺   |      | 曹洞宗       | 青葉区北山一丁目3-1             | 北緯38度16分49.88秒 東経140度51分31.54秒 |
| 壽老尊   | 喜福山玄光庵   |      | 曹洞宗       | 青葉区通町一丁目3-16            | 北緯38度16分37.78秒 東経140度51分52.16秒 |
| えびす神 | 藤崎えびす神社 |      | 西宮神社     | 青葉区一番町三丁目2-17 藤崎屋上 | 北緯38度15分36.73秒 東経140度52分21.34秒 |
| 弁才天   | 天総山林香院   |      | 曹洞宗       | 若林区新寺五丁目1-1             | 北緯38度15分22.91秒 東経140度53分30.52秒 |
| 毘沙門天 | 金光山満福寺   |      | 真言宗智山派 | 若林区荒町206                   | 北緯38度14分58.22秒 東経140度53分11.65秒 |
| 布袋尊   | 南谷山福聚院   |      | 曹洞宗       | 太白区門前町8-22                | 北緯38度14分8.36秒 東経140度52分41.4秒   |
| 福禄寿   | 医王山鉤取寺   |      | 曹洞宗       | 太白区鈎取四丁目1-21            | 北緯38度13分20.85秒 東経140度50分31.21秒 |